# Konwersja na judaizm
Konwersja na judaizm (hebr. gijur) – proces przejścia na judaizm i przyjęcia człowieka do narodu żydowskiego. Możliwa jest ona we wszystkich nurtach judaizmu dla wszystkich ludzi, niezależnie od pochodzenia i rasy, dlatego za Żydów uważa się także konwertytów i potomków dawnych konwertytów rasy czarnej, żółtej oraz Indian. Konwersja na judaizm jest czymś w rodzaju naturalizacji. Bejt din wystawia jako dowód certyfikat konwersji (Sztar geirut); jest to pojedyncza kartka, na której trzej Żydzi, będący członkami synagogi, oświadczają podpisami z datą, że dana osoba przeszła proces konwersji i jest członkiem narodu żydowskiego. Różne odłamy judaizmu mają różne zasady konwersji, a konwersje te nie są wzajemnie uznawane. Osoba, która przyjmuje judaizm, jest według Talmudu, najwyższego autorytetu judaizmu rabinicznego, takim samym Żydem jak osoba urodzona jako Żyd, chociaż często błędnie uważa się, że taka osoba nie jest Żydem, tylko przyjęła judaizm. Konwertyta może zostać rabinem, czytać publicznie w synagodze, sprawować wysokie funkcje w synagodze. Konwertyci na judaizm ortodoksyjny, konserwatywny i reformowany objęci są prawem imigracji do Izraela (Alija). Obecnie większość konwertytów to osoby, które chcą powrócić do żydowskich korzeni, a nie mają matki-Żydówki, oraz osoby, które chcą poślubić Żyda i dokonują konwersji z uwagi na niechęć rabinów wobec małżeństw mieszanych. Szczególnie jednak w USA jest wiele osób, które judaizm wybrały z przyczyn ideowych, mimo braku żydowskich przodków. Przyjmuje się, że nie-Żyd sam powinien zgłosić taką chęć do rabina. W czasach rzymskich Żydzi często prowadzili aktywne akcje nawracania na judaizm. W czasach chrześcijańskich z uwagi na strach przed karami zaprzestali tej praktyki.

## Wymagania poszczególnych nurtów

### Judaizm ultraortodoksyjny
Judaizm ultraortodoksyjny wymaga spełnienia wszystkich halachicznych warunków konwersji. Za talmudyczną podstawę uważa się brit mila (rytualne obrzezanie), zanurzenie w mykwie, egzamin przed bejt dinem. Konwersje na tę odmianę judaizmu należą do rzadkości. Konwersja może zostać także cofnięta, jeśli z czasem konwertyta przestanie przestrzegać przepisów Halachy.

### Judaizm ortodoksyjny
Konwersja ta umożliwia oficjalne uznanie kogoś za Żyda przez Izrael. Z reguły proces konwersji trwa wiele lat i często może kończyć się nawet dopiero po kilku oblanych egzaminach przed bejt dinem. W Polsce takie konwersje przeprowadza Związek Gmin Wyznaniowych Żydowskich w RP oraz Chabad-Lubawicz. Kiedyś istniał zwyczaj trzykrotnego odprawiania potencjalnego konwertyty. Obecnie rabini raczej po prostu rozmawiają na temat pobudek do konwersji. Konwersja trwa zwykle krócej, jeśli kandydat ma żydowskich przodków wśród dziadków lub ojciec jest Żydem. Konwersja może zostać także cofnięta, jeśli z czasem konwertyta przestanie przestrzegać przepisów Halachy. Dotyczy to na przykład pracy w szabat, poślubienia nie-Żyda, posiadania niekoszernych potraw w domu. W przypadku innych odmian judaizmu przepisy te nie są tak surowe.

### Judaizm konserwatywny
Judaizm konserwatywny uważa się za bardzo nowoczesną ortodoksję. Konwersja wymaga zawsze obrzezania, zanurzenia w mykwie i egzaminu przed bejt dinem.

### Judaizm reformowany
Konwersje reformowane są uznawane w większości przypadków przez rabinów reformowanych i konserwatywnych, nie są zaś uznawane przez rabinów ortodoksyjnych. Konieczność obrzezania w judaizmie reformowanym zależy od rabina. Większość reformowanych rabinów w USA nie wymaga obrzezania, podczas gdy w Europie większość tego wymaga. Także naczelny reformowany rabin Polski Burt Schuman przeprowadzał tylko konwersje obrzezanych mężczyzn, niezależnie od wieku. Wyjątek od tej reguły stanowią jedynie przeciwwskazania medyczne, jak hemofilia. Ruch ten ma najbardziej zróżnicowane wewnętrzne podejście do konwersji. Niektórzy rabini wystawiają certyfikaty konwersji osobom, które przez pewien czas uczęszczały do synagogi i po pewnym czasie wyraziły chęć zostania Żydem, inni wymagają zanurzenia w mykwie, obrzezania i egzaminu przed bejt dinem. Ponieważ judaizm reformowany nie uważa Halachy za wiążącą, konwersja może zostać cofnięta tylko w wypadku, gdy osoba przejdzie na inną religię lub stanie się antysemitą. W Polsce takie konwersje przeprowadza w Krakowie (Beit Kraków) Beit Kraków, a w Warszawie Beit Polska (Beit Warszawa). Od 1994 roku dzięki staraniom izraelskiej lewicy konwersja ta daje prawo do obywatelstwa Izraela, chociaż w dowodzie taka osoba nie będzie miała narodowości żydowskiej, dopóki nie przejdzie konwersji ortodoksyjnej. Problem ten jednak dotyczy także imigrantów z ZSRR, którzy nie mają ortodoksyjnej żydowskiej matki.

### Judaizm rekonstrukcjonistyczny
Judaizm rekonstrukcjonistyczny obrzezanie traktuje jako zalecenie, a nie jako obowiązek, jeśli kandydat uzna, że może być Żydem bez obrzezania. Judaizm rekonstrukcjonistyczny jest w tym bliski lewemu skrzydłu amerykańskiego judaizmu reformowanego.

### Judaizm humanistyczny
Judaizm humanistyczny jako odrzucający siły nadprzyrodzone nie wymaga obrzezania, zanurzenia w mykwie, konwersja polega jedynie na zaakceptowanej przez synagogę chęci zostania Żydem.

## Koncepcja kabalistyczna
Ponieważ judaizm dopuszcza reinkarnację, niektórzy rabini uważają, że osoby bez pewności co do posiadania żydowskich przodków, które jednak odczuwają nieracjonalną więź z judaizmem, mogą mieć żydowską duszę, czyli mogły być w poprzednich wcieleniach Żydami. Stąd brać się u takich osób może chęć przejścia na judaizm. Takie dusze miałyby się najczęściej reinkarnować u dalekich potomków osób, które porzuciły judaizm, lub u sąsiadów rodzin żydowskich. Według kabalistów osoby te wcale nie stają się Żydami, lecz po prostu powracają do narodu żydowskiego.

## Znani konwertyci
Tradycyjnie, za pierwszych konwertytów na judaizm uważa się Abrahama i Sarę, gdyż Żydami stali się dopiero w późnym wieku na skutek przymierza z Bogiem, ich rodzice nie byli zaś jeszcze Żydami. Inną znaną konwertytką była Moabitka Rut, prababka króla Dawida. Bardzo wiele Żydówek ma geny charakterystyczne nie tak jak mężczyźni dla Semitów, lecz dla ludności miejsc, w których zamieszkiwali Żydzi, co zdaniem genetyków wskazuje, że bardzo często kupcy żydowscy, osiedlając się w nowych miejscach, brali sobie za żony miejscowe kobiety i konwertowali je na judaizm. Konwersję na judaizm przeszło wiele znanych osób, szczególnie w USA, m.in. Marilyn Monroe, Elizabeth Taylor.